# R Cygni
R Cygni är en pulserande variabel av Mira Ceti-typ,  i stjärnbilden Svanen. Stjärnan var den första i Svanens stjärnbild som fick en variabelbeteckning. Den upptäcktes 1852 av den brittiske astronomen Norman Pogson.
Stjärnan varierar mellan magnitud +6,1 och 14,4 med en period av 426,45 dygn.